# African Leopards
Gli African Leopards sono una rappresentativa africana di rugby union creata dalla Confederation of African Rugby (CAR) allo scopo di incentivare la promozione dello sport nel continente africano. I Leopards sono la prima rappresentativa pan-africana che sia stata creata nell'ambito del rugby union.

## Storia
L'idea nacque nel 2005 e la squadra debuttò per la prima volta contro una formazione di studenti sudafricani il 23 luglio dello stesso anno, in una partita che precedette il secondo incontro tra Sud Africa e Australia per l'assegnazione del Mandela Challenge Plate. Gli African Leopards erano composti da giocatori di Botswana, Camerun, Kenya, Madagascar, Marocco, Namibia, Senegal, Sudafrica, Tanzania, Tunisia, Uganda e Zambia. Zimbabwe e Costa d'Avorio non erano rappresentate in quanto i rispettivi giocatori erano impegnati in un incontro di qualificazione alla coppa del mondo 2007. La partita si gioco all'Ellis Park di Johannesburg e finì 30-15 per gli studenti sudafricani.
Nel primo tour oltreoceano, il 23 novembre 2006 all'Aldershot Military Stadium di Aldershot, i Leopards batterono i British Army Senior XV 20-10. L'incontro fece parte delle celebrazioni per il centenario (1906-2006) della nascita della Army Rugby Union.